# Campionato mondiale cadetti di scherma 2004
Il Campionato mondiale cadetti di scherma del 2004 ("2004 World Cadets Fencing Championships") è stato organizzato dalla Federazione internazionale della scherma e si è svolto a Plovdiv in Bulgaria dal 1 al 2 aprile.
Nel fioretto, si sono aggiudicati i titoli del campionato mondiale il russo Aleksej Chovanskij, che ha battuto in finale il russo Aleksandr Najmenko, e l'italiana Arianna Errigo che ha avuto la meglio sulla russa Larisa Korobejnikova.
Nella spada il francese Jérémy Richer ha battuto in finale il rumeno Cosmin Kortyanu, ottenendo il titolo mondiale cadetti maschile, mentre tra le donne la coreana Ba Da Lee ha superato l'estone Valentina Gribova.
Nella sciabola l'italiano Luigi Samele prevale sull'ucraino Vasyl' Kalyns'kyj, mentre la statunitense Caitlin Thompson ha battuto la tedesca Alexandra Bujdoso.

## Podi

### Uomini
| Specialità  | Oro                | Argento            | Bronzo                           |
| Individuali |                    |                    |                                  |
| Fioretto    | Aleksej Chovanskij | Aleksandr Najmenko | Benoît Journet Thomas Stanek     |
| Spada       | Jérémy Richer      | Cosmin Kortyanu    | Grigori Beskin Edoardo Munzone   |
| Sciabola    | Luigi Samele       | Vasyl' Kalyns'kyj  | Antonio Neiger Marinos Prevenios |

### Donne
| Specialità  | Oro              | Argento              | Bronzo                            |
| Individuali |                  |                      |                                   |
| Fioretto    | Arianna Errigo   | Larisa Korobejnikova | Theodora Fosse Anne-Carole Zouari |
| Spada       | Ba Da Lee        | Valentina Gribova    | Keri Byerts Ekaterina Žul'kova    |
| Sciabola    | Caitlin Thompson | Alexandra Bujdoso    | Ekaterina D'jačenko Livia Stagni  |

## Medagliere
| Pos.   | Nazione       | Oro | Argento | Bronzo | Totale |
| ------ | ------------- | --- | ------- | ------ | ------ |
| 1      | Italia        | 2   | 0       | 2      | 4      |
| 2      | Russia        | 1   | 2       | 2      | 5      |
| 3      | Francia       | 1   | 0       | 4      | 5      |
| 4      | Stati Uniti   | 1   | 0       | 1      | 2      |
| 5      | Corea del Sud | 1   | 0       | 0      | 1      |
| 6      | Germania      | 0   | 1       | 1      | 2      |
| 7      | Ucraina       | 0   | 1       | 0      | 1      |
| 7      | Romania       | 0   | 1       | 0      | 1      |
| 7      | Estonia       | 0   | 1       | 0      | 1      |
| 10     | Grecia        | 0   | 0       | 1      | 1      |
| 10     | Israele       | 0   | 0       | 1      | 1      |
| Totale | Totale        | 6   | 6       | 12     | 24     |